# Iancu Dumitrescu
Iancu Dumitrescu (n. 15 iulie 1944, Sibiu, România) este un compozitor, dirijor și muzicolog român. A fost căsătorit cu Ana-Maria Avram. A absolvit Universitatea de Muzică din București în anul 1968. A urmat studii de fenomenologie și dirijat cu Sergiu Celibidache, Universitatea din Trier, Germania, 1978.

## Cariera
Iancu Dumitrescu este director, fondator și dirijor al Ansamblului Hyperion, și, mai recent al HYPERION INTERNATIONAL cu care a realizat turnee în Franța (Radio France), Regatul Unit (Royal Festival Hall, LSO St Luke's, Conway Hall), Olanda, Austria (Wien Modern, Musikvereign), Germania (Berlin), Portugalia (Gulbenkian Foundation), Italia, Statele Unite (“Spark Festival” 2008, Minneapolis), Tel Aviv (Hateiva Seder Series) și Grecia (Fundatia Onassis, Atena). 
Opera sa a fost abordată, în afară de ansamblul Hyperion - specializat în muzica hyper-spectrala - de către soliști, dirijori și ansambluri celebre pe cinci continente precum "London Sinfonietta" (Londra) dirijor Ilan Volkov, "Kronos Quartet" (San Francisco), "iO" String Quartet (New York), Musiques Nouvelles (Bruxelles), Ensemble Mosaik (Berlin), Le Balcon (Paris), Ensemble Lucilin (Luxemburg), Art Zoyd (Franța), Golden Fur (Australia), Fedrnando Grillo, Claude Delangle, Patrice Bocquillon, Ilan Volkov, Gustavo Aguilar, Tim Hodgkinson, Mircea Ardeleanu, Aurelian Octav Popa, Ioan Marius Lacraru, Stephen O'Malley, Oren Ambarchi, Steve Noble, Filarmonica "George Enescu", Orchestra Națională Radio, Nouvelle Orchestre Philharmonique (Paris), BBC Scottish Simphony Orchestra, Iceland Simphony Orchestra, etc.
Dumitrescu a realizat lecturi, masterclass, workshop-uri și concerte la "HARVARD University" (unde a fost "Blodgett Distinguished Artists-in-Residence") 2010, la "FARMINGTON University" din Maine și "Bates College" Lewiston din Maine, 2010; la Festivaul "Freedom and Structure", Director Ilan Volkov, în Israel (Jaffa, Jerusalem, Tel Aviv) ianuarie 2011, Festivalul "Lux Æterna" Berlin, The Transcendence of Music, Berghain, martie 2011, (Portret componistic în interpretarea "Ansamblului Mosaik"), etc.  A susținut conferințe si la Universitatea Tehnică din Istanbul (cu prilejul primului simpozion mondial despre muzica spectrală), la Centrul Onassis din Atena, etc. 
- Critic muzical încă de la începutul activității sale, la revistele Romania literară, Luceafarul, România liberă, Roumanie d’aujourd’hui, Săptamâna Culturala și  la Radio și Televiziunea Română.
- Este membru al UCMR (București) și SACEM (Paris).
- Laureat cu Premiul Uniunii Compozitorilor în anul 1989.
- Este fondatorul primului Studio de Muzică Electronică din București, la Universitatea de Muzică, în 1967.
- Fondator și director artistic (alături de Ana-Maria Avram) a festivalurilor Internaționale “Acousmania” (în colaborare cu Societatea Română de Radiodifuziune), “Musica Nova”- la Ploiești, în colaborare cu Filarmonica din oraș, “Spectrum XXI” ce are loc anual în trei capitale europene (și nu numai) începând cu anul 2006. Până la ora actuală, festivalul Spectrum XXI dedicat muzicii spectrale și hyper-spectrale s-a desfășurat în 8 ediții la Paris, Bruxelles, Mons, Londra, Berlin, Geneva, Tel-Aviv și București.
- Fondator (alături de Ana-Maria Avram) al "Comunității din România a Muzicii Electronice și Asistate de Computer"- CREMAC, asociație membră a CIME ("Comunitatea Internațională de Muzică Electronică") și afiliată la UNESCO.
- Iancu Dumitrescu este unul din cei mai de seamă reprezentanți, la scară mondială, al curentului spectral în muzică. Este, de asemenea, considerat la nivel mondial cel mai important reprezentat al curentului componistic "hyper-spectralist" și al muzicii asistate de ordinator.
- Opera sa este editată la “Editions Salabert” (Paris), ”Gerig Musikverlage” (Köln), ”ReR Megacorp” (Londra), ”Edition RZ” - Berlin, “l’Escargot - CBS Disques” (Paris) , ”ARTGallery” (Paris), “Generation Unlimited” (New-York și Boston), ”Electrecord” și “Editura Muzicală” (București), Mego (Austria). Opera omnia este editată pe 32 de CD-uri și 2 DVD-uri, de către EDITION MODERN (Londra-Paris) și distribuită pe cele 5 continente.

- Contribuții muzicologice importante: ”Structure & Freedom”, în revista “Resonance”, (Volumul 6, nr.1) 1997, Londra; “Ecriture: Iancu Dumitrescu” în revista ”Revue et Corrigée” (nr. 29 ) 1996, Grenoble; “Iancu Dumitrescu, On the inside looking in” în revista “Bananafish”, 1998, Los Angeles;  “In the land of the ninth sky: Iancu Dumitrescu and Ana-Maria Avram” în revista "Music Works" ( nr. 71) 1998, Toronto; "Unstable Molecules - the music of

Iancu Dumitrescu by Philip Klarck" - The Wire, London, 2009; Volumul “Iancu Dumitrescu: Provocateur de l’Acousmatique”  (Artgallery ) 1996, Paris; “Iancu Dumitrescu-Acousmatic Provoker “(2002, Londra), “Iancu Dumitrescu - 60 Anniversary” (BMG Editions - Paris); "Cosmic Orgasm - the music of Iancu Dumitrescu and Ana-Maria Avram", Unkant Pulishers, London, 2013; Jean-Noël Von Der Weid:  “La Musique du XX Siècle” - Paris, Hachette, 2004.
Muzicii lui Iancu Dumitrescu i-au fost consacrate emisiuni de radio - portret, pe cele mai prestigioase posturi din lume: ORF 1 - Viena, BBC Radio 3 (Hear and Now), Radio France Musique, WDR - Koln și Radio Praha.
- Catalogul lucrărilor sale cuprinde circa 300 opusuri în toate genurile muzicale: muzică pentru soliști, muzică de cameră, muzică simfonică, electronică, asistată de computer sau mixtă.
- Lucrări importante:
- “Apogeum” (I) - (II),  pentru orchestră.
- “Alternan]e (I) - (II)”, cvartet de coarde.
- “Diachronies (I) - (II)”, pentru pian solo.
- “Le Jeu de la Genese”, pentru două piane.
- “Multiple (I-VII)” (nou proiect ritmic), pentru diverse formațiuni de percuție.
- “Orion (I) -(II)”, pentru 3 grupuri de percuție.
- “Movemur et sumus”, pentru instrumente de coarde.
- “Perspective la Movemur”, cvartet de coarde.
- “Zenith”, pentru percuție.
- “Nimbus”, pentru tromboni (corni), ansamblu de cameră și bandă electronică.
- “Cogito/Trompe l’Oeil”, muzică acusmatică.
- “Ursa Mare”, pentru ansamblu de camera și surse electronice.
- “Aulodie mioritică”, muzică pentru contrabas și orchestră.
- “Hozwege”, Omagiu lui Heideger, pentru violă solo.
- “Reliefuri”, pentru pian solist și două orchestre.
- “Basoreliefuri simfonice”, pentru orchetră.
- “Galaxy”, muzică acusmatică pentru harryphono, plăci metalice și microprocesor.
- ”Monade" (I)-(II), pentru monocord-uri artizanale.
- “Gnosis”, pentru contrabas solo.
- “Orbita lui Uranus”, pentru ansamblu.
- “A Priori”, muzică acusmatică pentru ansamblu.
- “Mythos”, muzică acusmatică pentru ansamblu.
- “Mnemosine”, pentru flaut octobas, saxofon bas, percuții, pian preparat, tam-tamuri amplificate.
- “Profondis”, pentru clarinet, clarinet bas și orchestră.
- “Origo”, pentru violoncel solist.
- “Pierres sacrées”, muzică acusmatică pentru piane preparate și obiecte metalice.
- “Meteors and Pulsars”, muzică asistată de computer.
- “Puls and Univers Reborn”,muzică asistată de computer.
- “Eon (II) - Dans un desordre absolu”, pentru instrumente și computer.
- “Temps condensés” (I), (II), (III), muzică de cameră.
- “Soleil explosant”, muzică de computer.
- “New Meteors”, muzică de computer.
- “Oiseaux céléstes”, muzică de computer.
- “Colossus”, pentru instrumente și sunete de computer.
- “Numérologie Secrète”, muzică mixtă pentru ansamblu și sunete de computer.
- “Remote Pulsar”, muzică mixtă pentru ansamblu și sunete de computer, etc.
- “Le Silence d'Or”(I), muzică de computer.
- “Le Silence d'Or”(II), muzică mixtă pentru ansamblu de instrumente și sunete de computer.
- “Spectrum”(I), cvartet de coarde.
- "Spectrum”(II), pentru violoncel solo.
- "Focus” (I), pentru violoncel solo și percuție, etc.

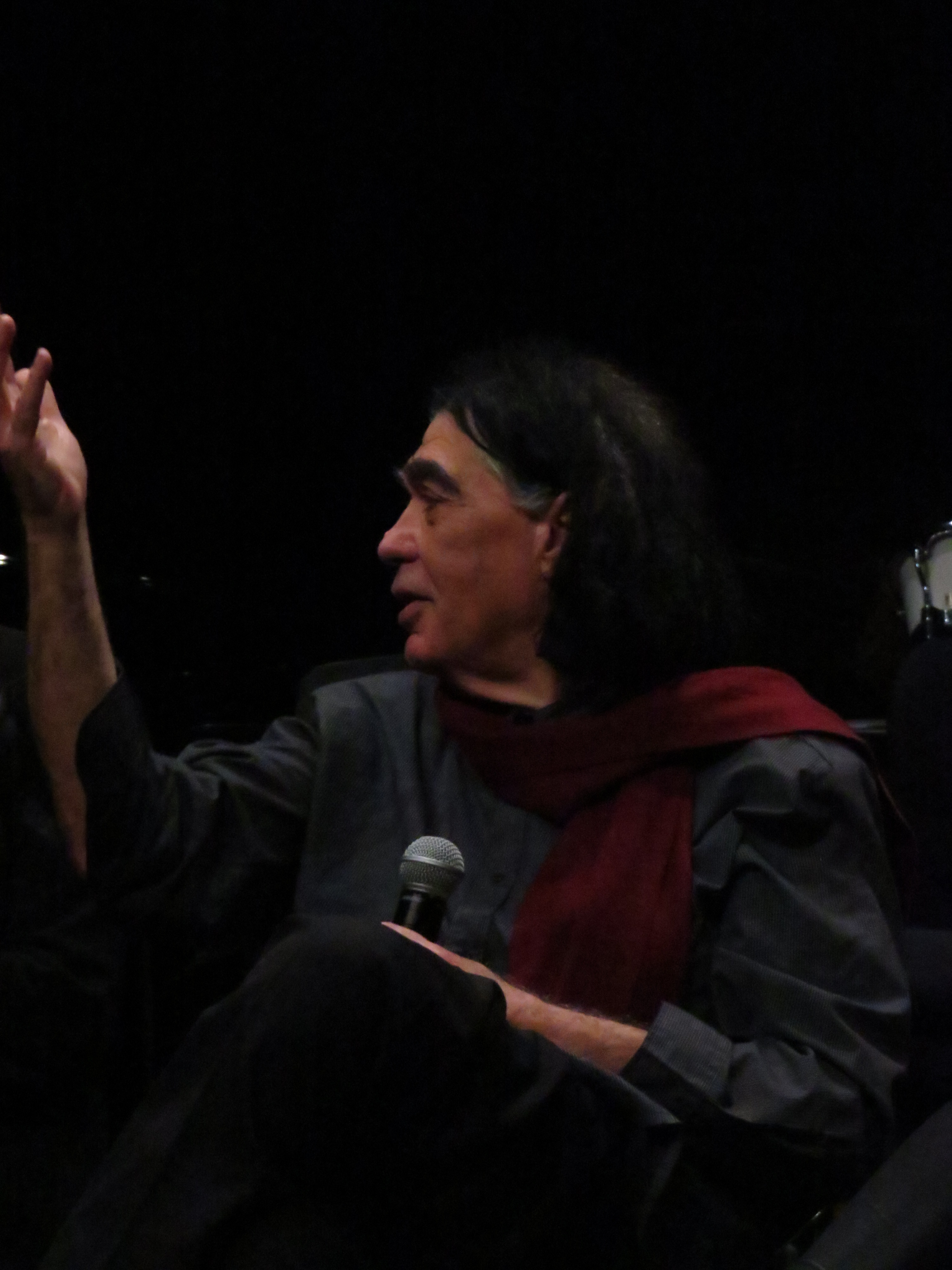
Iancu Dumitrescu în dialog cu Christos Carras, după concert, în Onassis Center Athens. Conferință de presă.

Iancu Dumitrescu a primit comenzi de Creație din partea Ministerului Culturii din Franța, Radio France, Studios UPIC - (Ianis Xenakis), Art Zoyd, Musiques Nouvelles (Bruxelles), London Sinfonietta, Kronos Quartet, Institut International de Musique Electroacoustique - IMEB  Bourges, festivalul "Lux Æterna"- Berlin, Festivalul Tectonics - Reykjavik și BBC Scottish Symphony Orchestra.